# Europese weg 004
De Europese Weg 004 of E004 is een Europese weg die loopt van Qyzylorda in Kazachstan naar Buchara in Oezbekistan.

## Algemeen
De Europese weg 004 is een Klasse B-weg en verbindt het Kazachse Qyzylorda met het Oezbeekse Buchara: Qyzylorda - Uchquduq - Buchara.